# Hantay
Hantay település Franciaországban, Nord megyében. Lakosainak száma 1249 fő (2022. január 1.). Hantay Marquillies, Salomé és Billy-Berclau községekkel határos.

## Népesség
A település népességének változása:
| Lakosok száma | 1193 | 1284 | 1315 | 1304 | 1292 | 1281 | 1269 | 1259 | 1249 |
|               | 2013 | 2015 | 2016 | 2017 | 2018 | 2019 | 2020 | 2021 | 2022 |